# Steineibengewächse
Die Steineibengewächse (Podocarpaceae) sind eine Pflanzenfamilie der Koniferen (Coniferales).

## Beschreibung

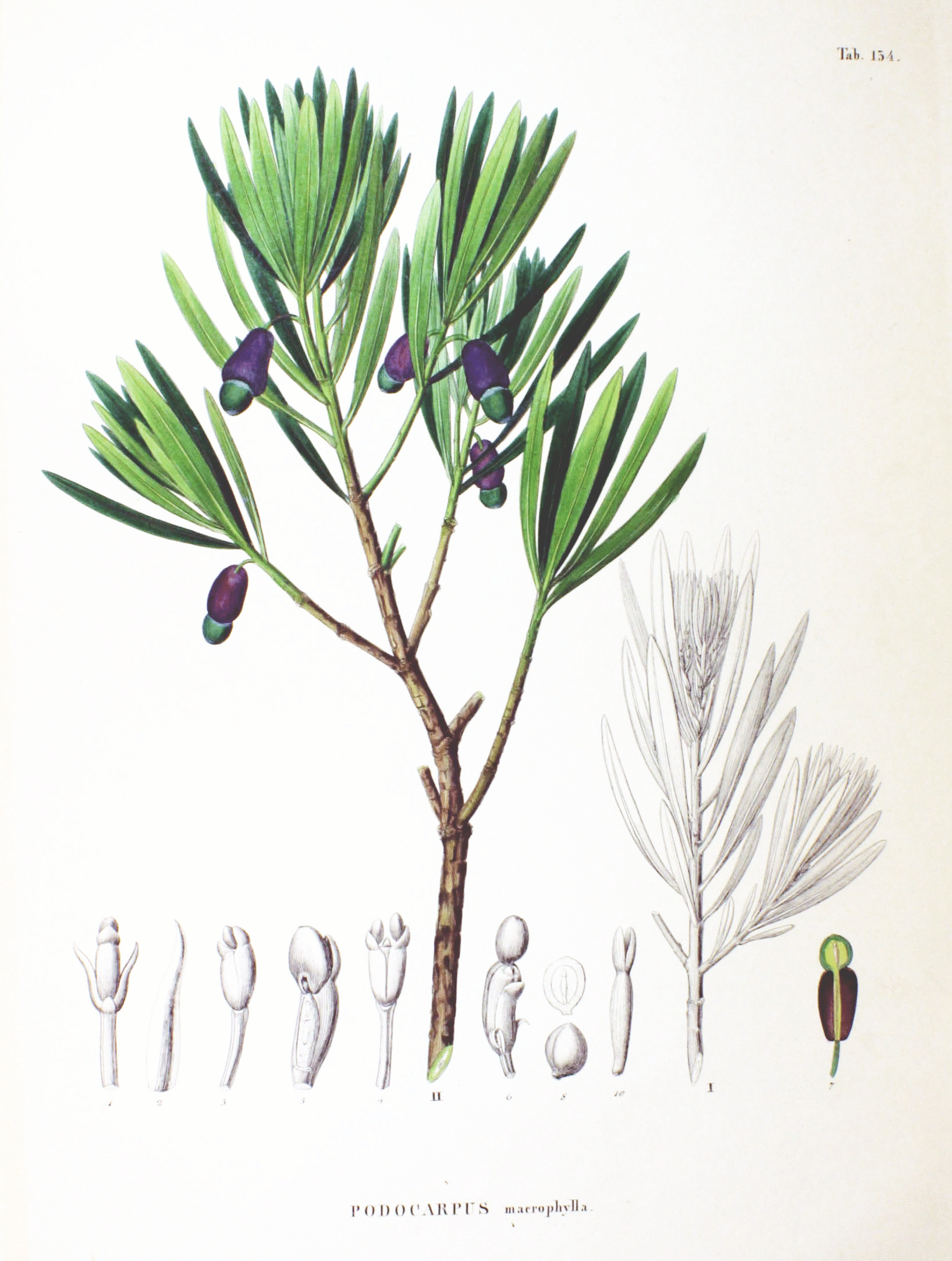
Illustration eines weiblichen Podocarpus macrophyllus

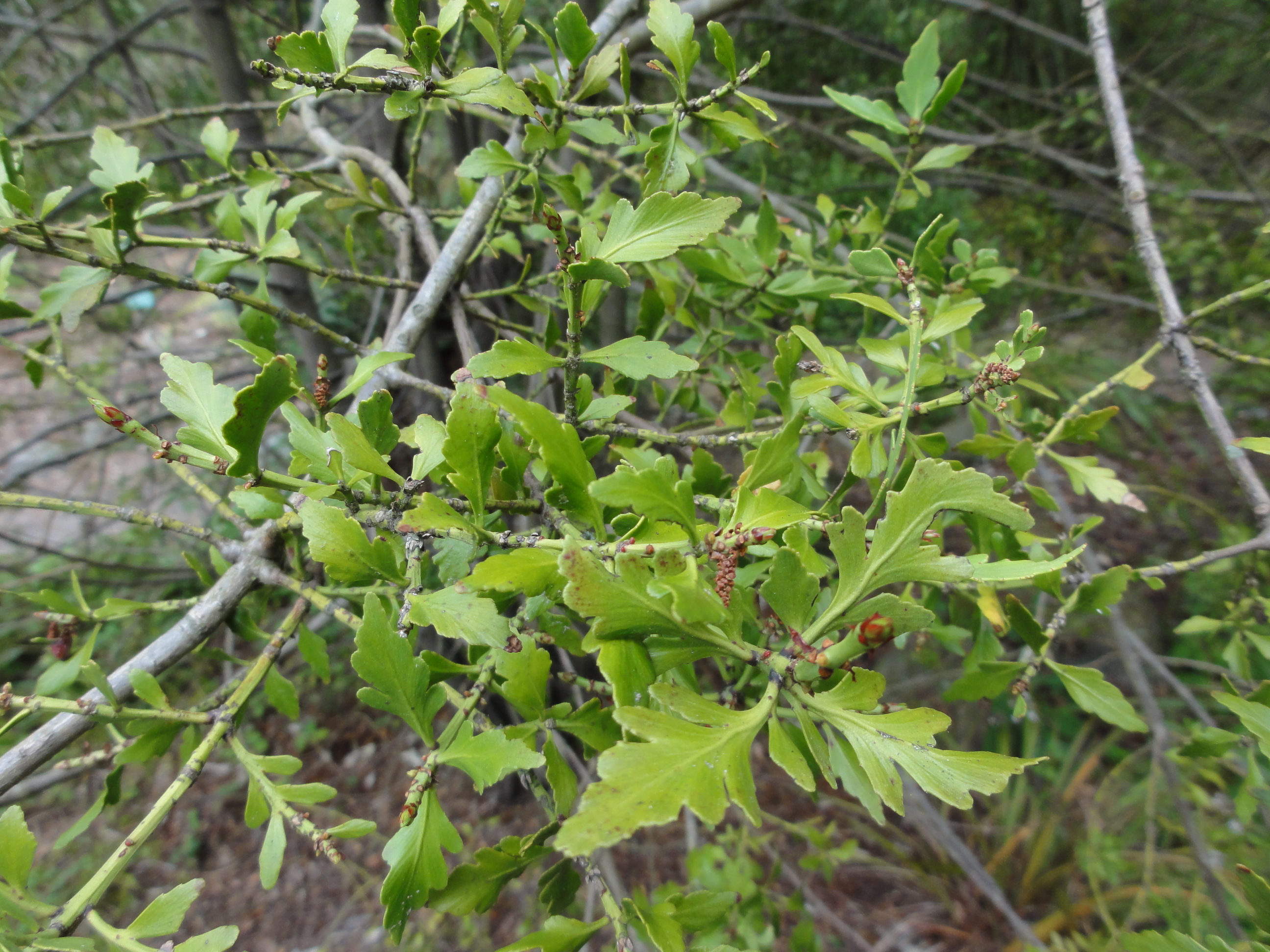
Phyllocladus alpinus mit Phyllokladien

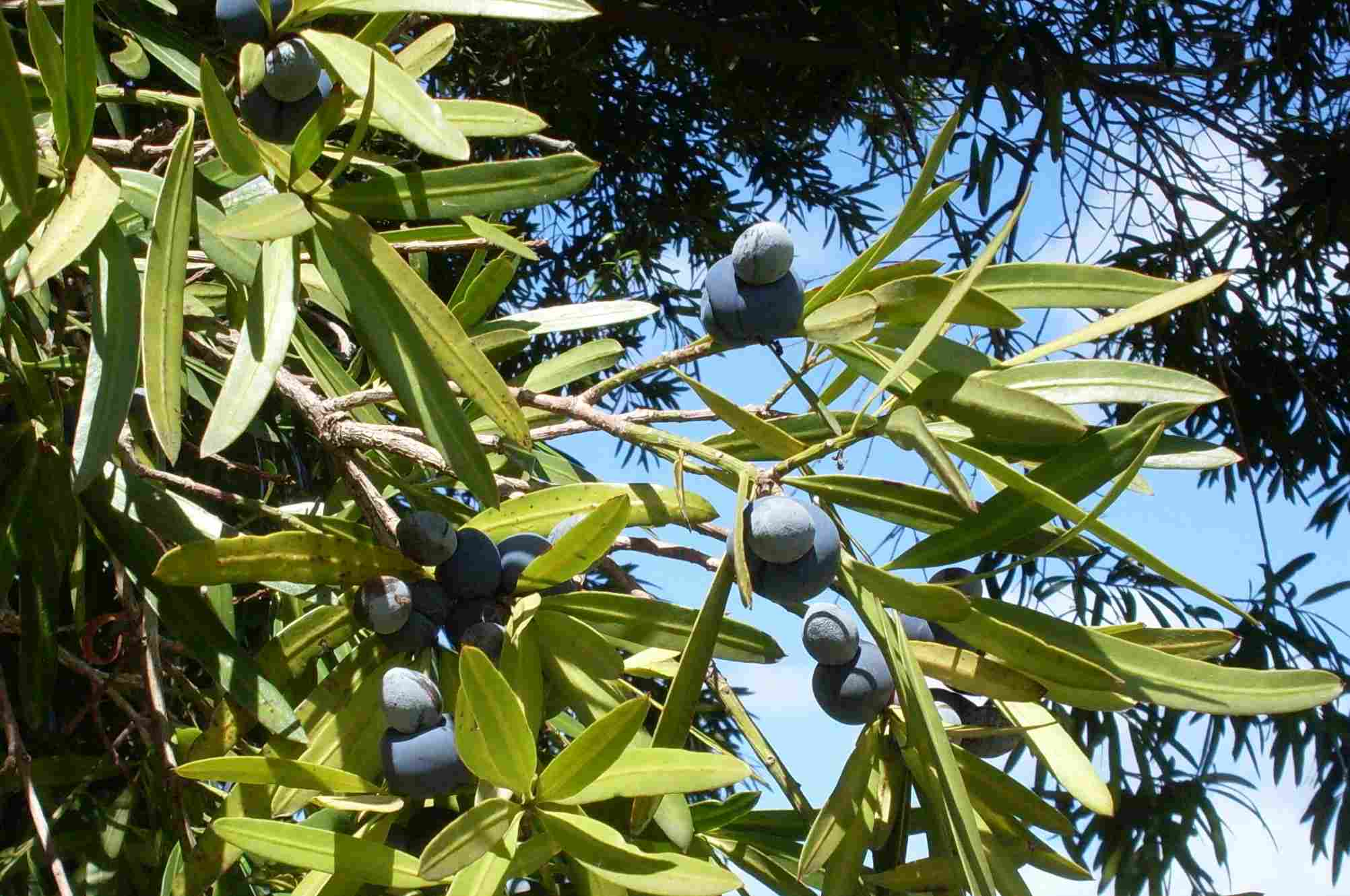
Der völlig vom „Epimatium“ umhüllte Samen von Podocarpus elatus und darunter der fleischige Stielbereich, das Podocarpium

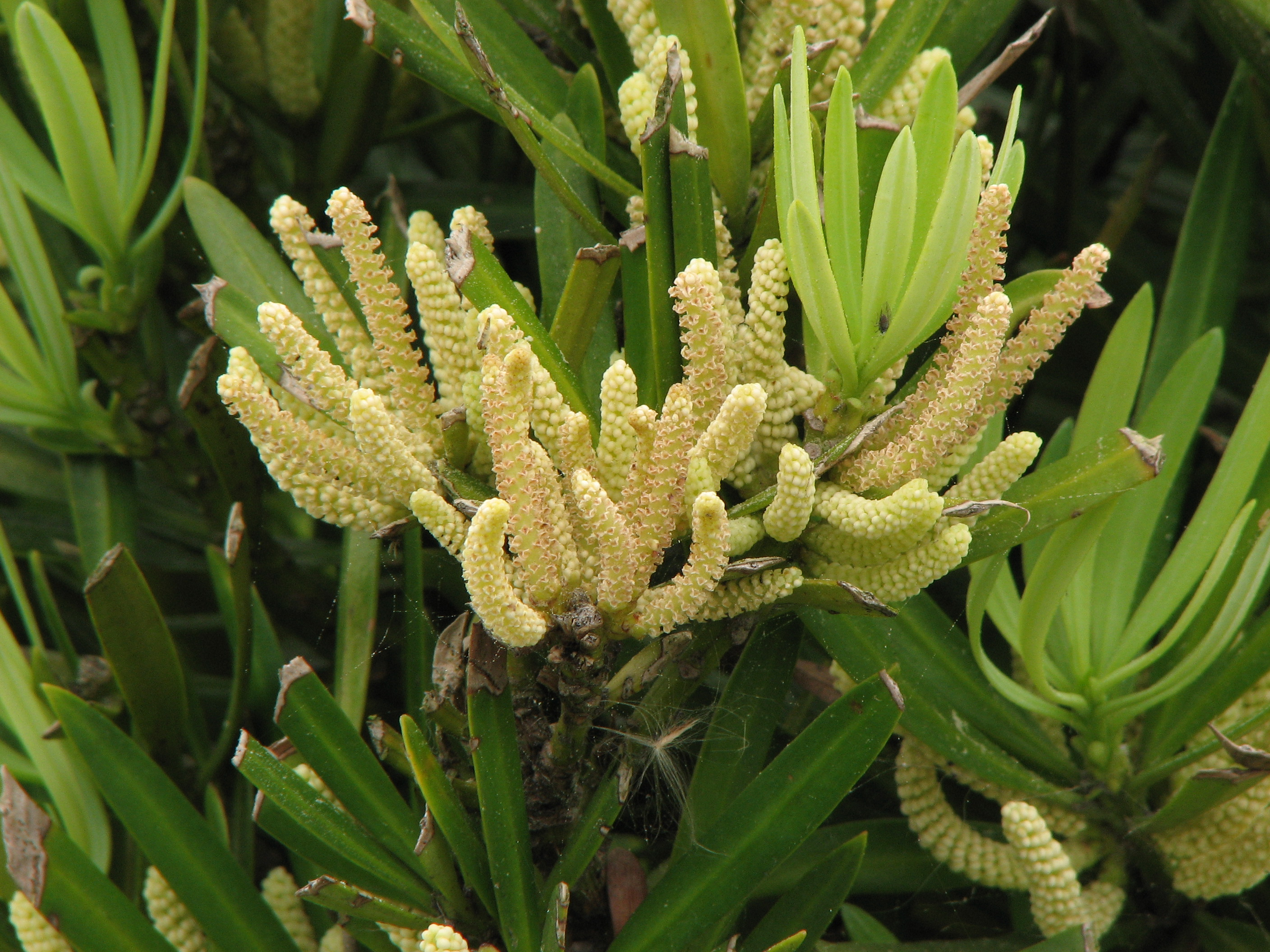
Männliche Blütenstände von Podocarpus macrophyllus

### Vegetative Merkmale
Es sind immergrüne Bäume und Sträucher. Der Stamm ist meist gerade und die Äste sind meist horizontal. Die größte Art der Familie ist Podocarpus totara, deren größtes Exemplar „Pouakani“ genannt wird und bei Mangapehi im King Country, Southern Waikato auf Neuseeland steht. Es weist einen Stammdurchmesser von 388 cm, eine Wuchshöhe von 42,7 m und ein geschätztes Volumen von 203,7 m³ auf. Sehr widersprüchliche Aussagen gibt es zu den ältesten Exemplaren innerhalb der Steineibengewächse. Man spricht bei einigen Arten von 700 bis 800 Jahren; bei einigen auch von bis zu 1200 Jahren. Da einzelne Arten nicht im tropischen Tiefland gedeihen, sondern in kühleren oberen Höhenlagen, werden bei ihnen Jahresringe ausgebildet, die man zählen und zur Altersbestimmung nutzen kann. Etwas Besonderes ist Parasitaxus usta, es ist die einzige bekannte parasitische Art innerhalb der Pinopsida; diese neukaledonische Art lebt parasitisch auf einer anderen Art aus den Podocarpaceae: Falcatifolium taxoides.
Die meist spiralig oder zweizeilig an den Zweigen angeordneten Laubblätter sind selten nadel- oder schuppenförmig wie die bekannteren Taxa der Pinopsida, es ist meist eine deutliche, flache, lanzettliche bis ovale Blattspreite vorhanden. Bei der Gattung Phyllocladus übernehmen statt Blättern Phyllokladien die Aufgabe der Photosynthese, es sind hier blattartig verbreiterte Zweige (Kurztriebe), die am Rande gelappt sind.

### Generative Merkmale
Sie sind einhäusig (monözisch) oder meist zweihäusig (diözisch) getrenntgeschlechtig. Die männlichen Zapfen sehen meist wie Kätzchen aus und enthalten viele Staubblätter. Jedes Staubblatt besitzt zwei Pollensäcke. Die Pollenkörner sind meist geflügelt. Die an dünnen Stielen stehenden, weiblichen Zapfen (homolog mit den Blütenständen der Bedecktsamer) sind meist stark reduziert und bestehen oft nur aus wenigen fleischigen Komplex aus Deck- und Samenschuppen. Bei manchen Arten können sterile Samenschuppen mit der Zapfenachse zu einem fleischigen Stielbereich verwachsen sein.

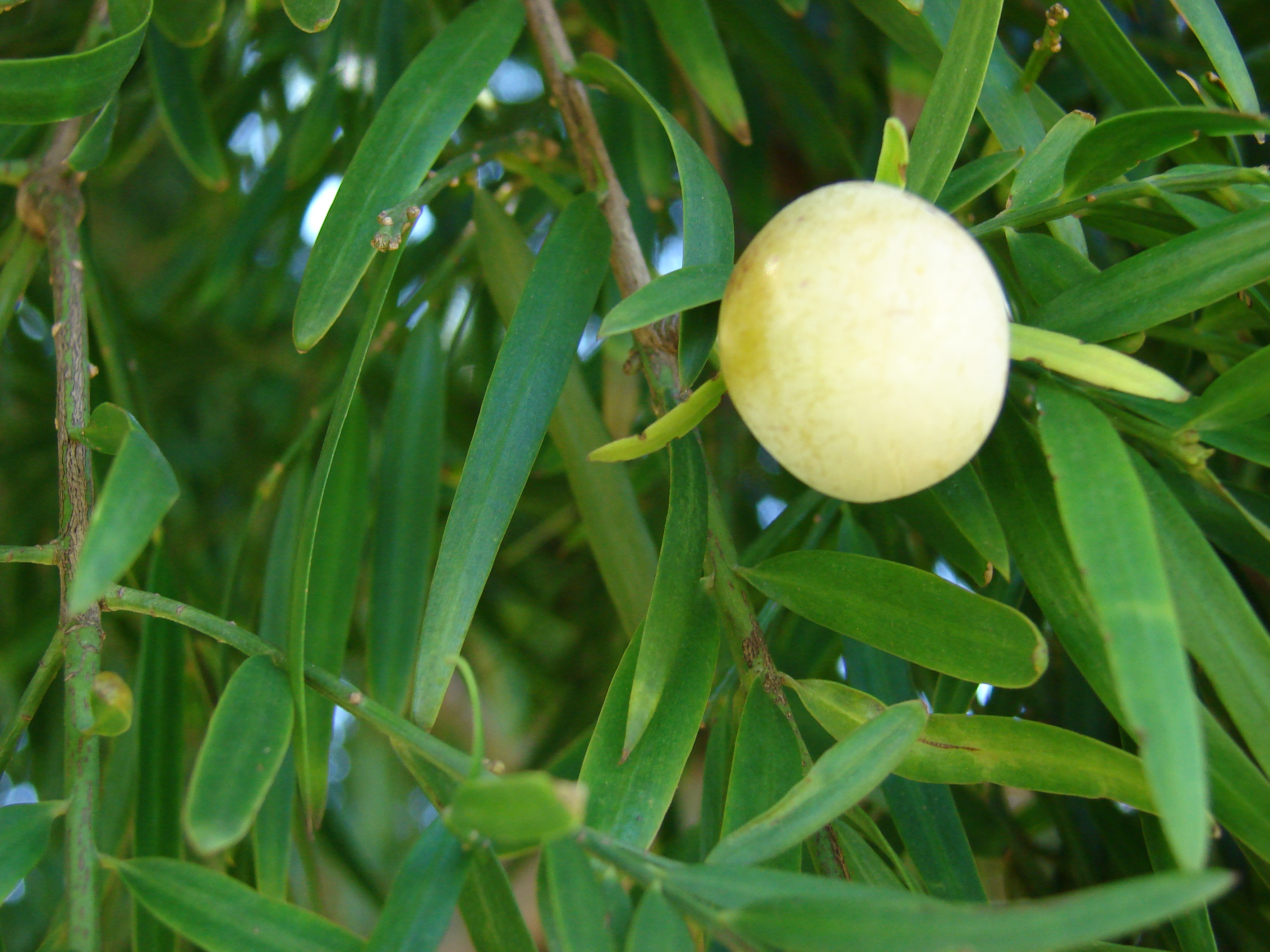
Der Samen von Afrocarpus gracilior ist völlig umhüllt vom „Epimatium“.

Die weiblichen Zapfen reifen meist innerhalb eines Jahres. Oft stehen die ungeflügelten Samen einzeln und sind vollkommen von einem fleischigen Samenmantel umgeben (wie beim Arillus der Eiben, daher der deutsche Name), er entwickelt sich aus dem Deck-Samenschuppen-Komplex und wird „Epimatium“ genannt. Bei wenigen Gattungen (Saxegothea) gibt es kleine Zapfen mit wenigen (zwei bis 20) Samen. Es werden zwei Keimblätter (Kotyledonen) gebildet, die je zwei parallele Leitbündel aufweisen.

## Verbreitung und Entwicklungsgeschichte
Fossilien von Podocarpaceae sind bekannt aus der Frühen Mittlern Trias, auch Wurzelfossilien kennt man aus der Trias.

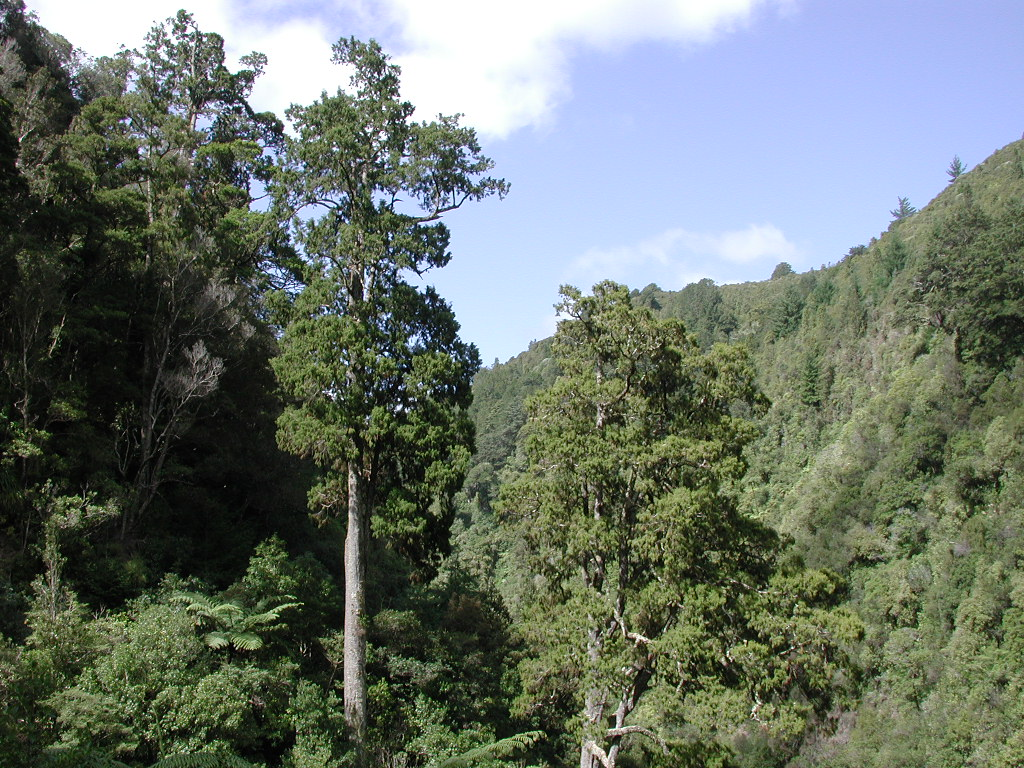
Dacrydium cupressinum, „Rimu trees“ genannt, im Habitat in Karapoti Gorge, Neuseeland.

Die Familie hat ihre Verbreitung hauptsächlich in tropischen und subtropischen Gebirgswäldern der Südhalbkugel. Ihr disjunktes Areal deckt sich weitgehend mit dem erdgeschichtlichen Kontinent Gondwana. Die Zentren der Artenvielfalt liegen in Australien, Neukaledonien, Tasmanien und Neuseeland. Daneben gibt es Arten in Malesien und Südamerika. Die südamerikanischen Arten kommen hauptsächlich in den Anden vor. Einige Gattungen reichen auch nördlich des Äquators bis nach Südostasien oder auf die Philippinen. Die Areale der Gattung der Steineiben (Podocarpus) reichen bis zum südlichen Japan und südlichen China innerhalb Asiens oder bis Mexiko innerhalb der Neuen Welt, und Nageia gibt es auch bis ins südliche China und südliche Indien. Zwei Gattungen gibt es auch in Afrika, die weitverbreiteten Steineiben (Podocarpus) und die Endemiten Afrogelbhölzer (Afrocarpus). Zwei Arten gibt es auf Kuba.

## Systematik
Die Familie Podocarpaceae wurde 1847 durch Stephan Ladislaus Endlicher in Synopsis Coniferarum, S. 203 aufgestellt. Typusgattung ist Podocarpus L'Hér. ex Pers.
Der botanische Gattungsname Podocarpus setzt sich aus den griechischen Wörtern pous, podós für Fuß und karpós für Frucht zusammen, also „Fußfrucht“ und bezieht sich auf das samentragende „Rezeptakulum“ der reifen vom „Epimatium“ umgebenen Samen von Podocarpus-Arten. Synonyme für Podocarpaceae Endl. nom. cons. sind: Phyllocladaceae Bessey, Phyllocladaceae E.L.Core ex H.Keng, Pherosphaeraceae Nakai, Acmopylaceae Melikian & A.V.Bobrov, Saxegothaeaceae Gaussen ex Doweld & Reveal, Microcachrydaceae Doweld & Reveal, Bracteocarpaceae Melikian & A.V.Bobrov, Dacrycarpaceae Melikian & A.V.Bobrov, Falcatifoliaceae Melikian & A.V.Bobrov, Halocarpaceae Melikian & A.V.Bobrov, Lepidothamnaceae Melikian & A.V.Bobrov, Microstrobaceae Doweld & Reveal, Parasitaxaceae Melikian & A.V.Bobrov, Prumnopityaceae Melikian & A.V.Bobrov.

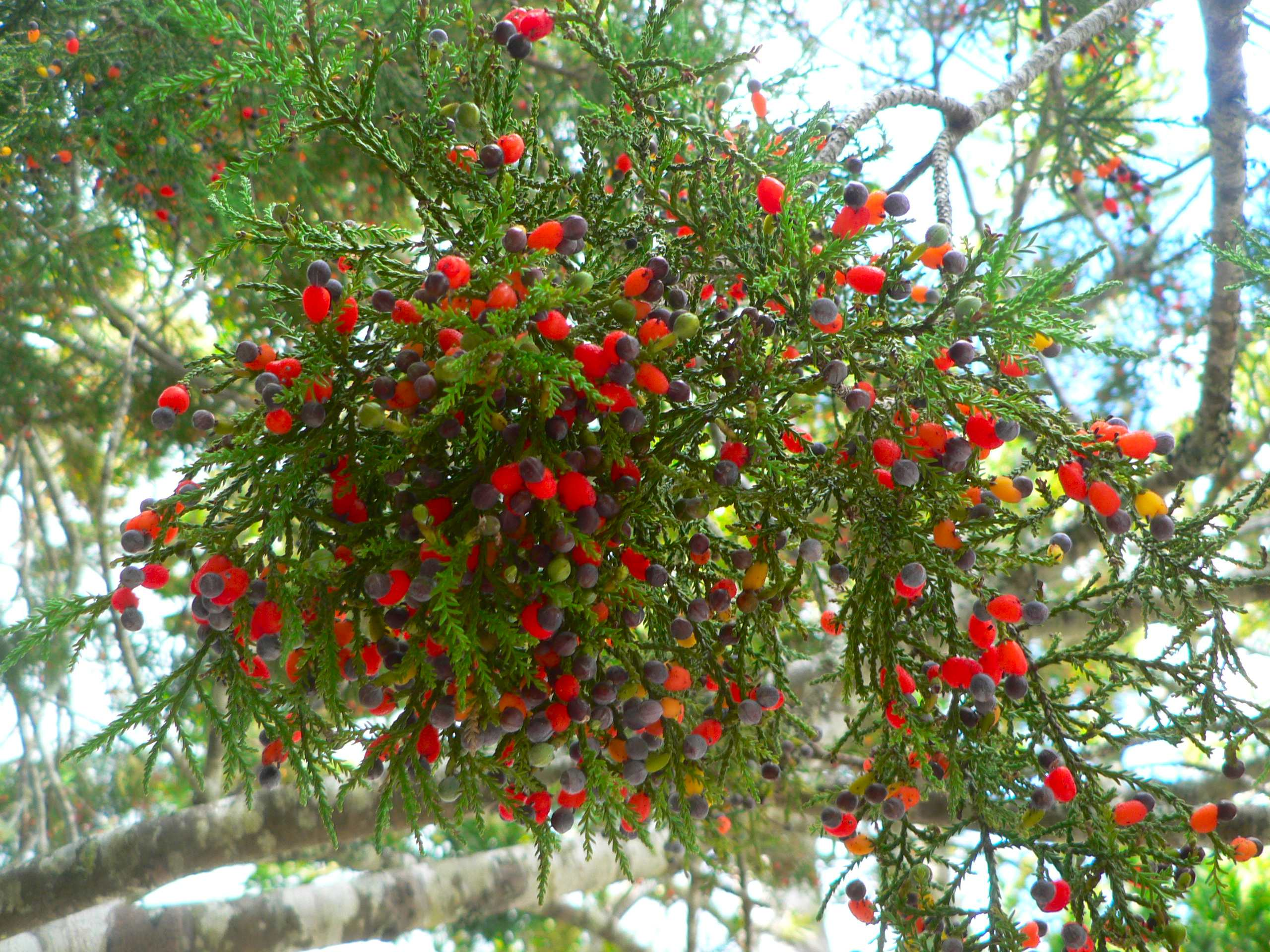
Dacrycarpus dacrydioides

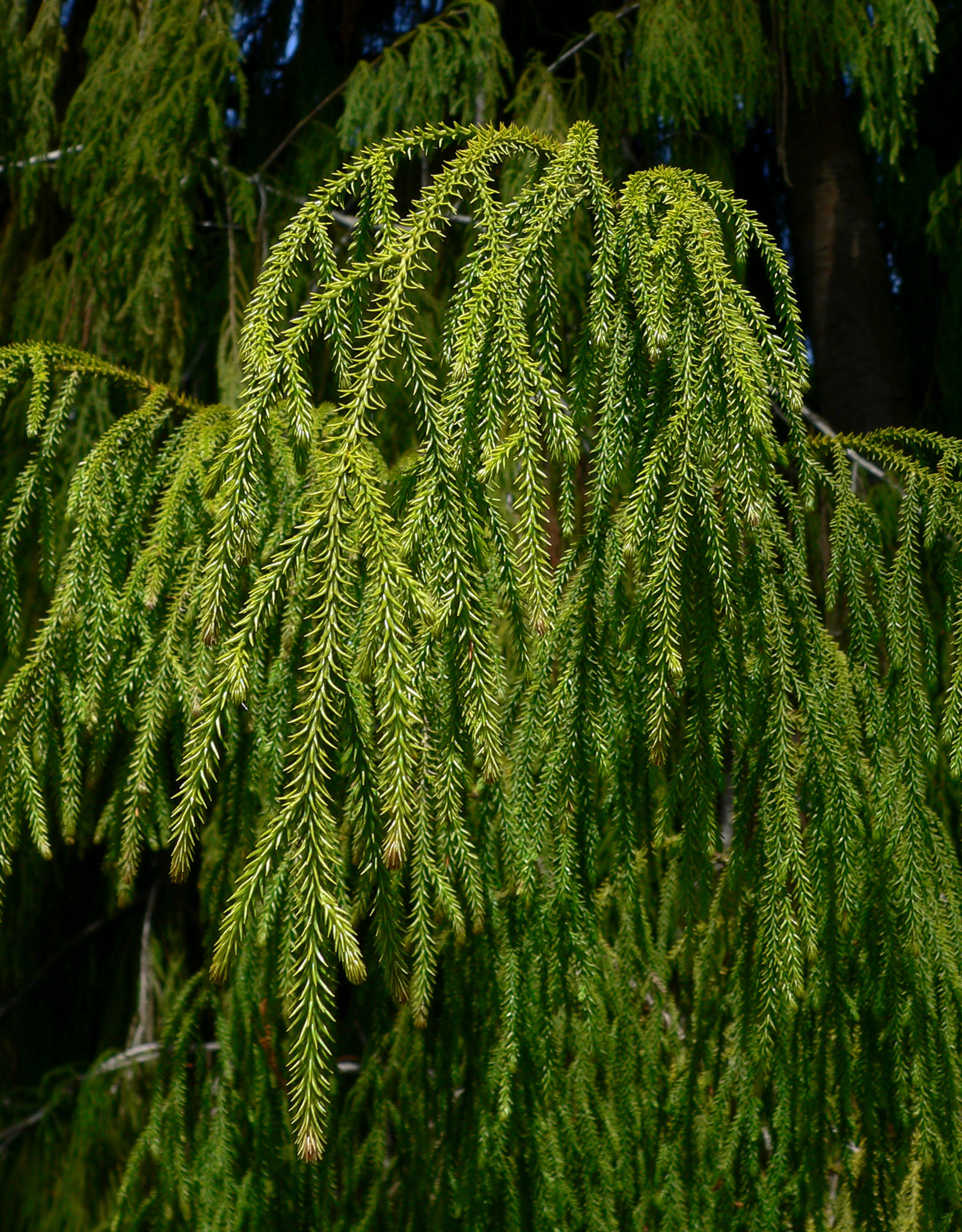
Dacrydium cupressinum

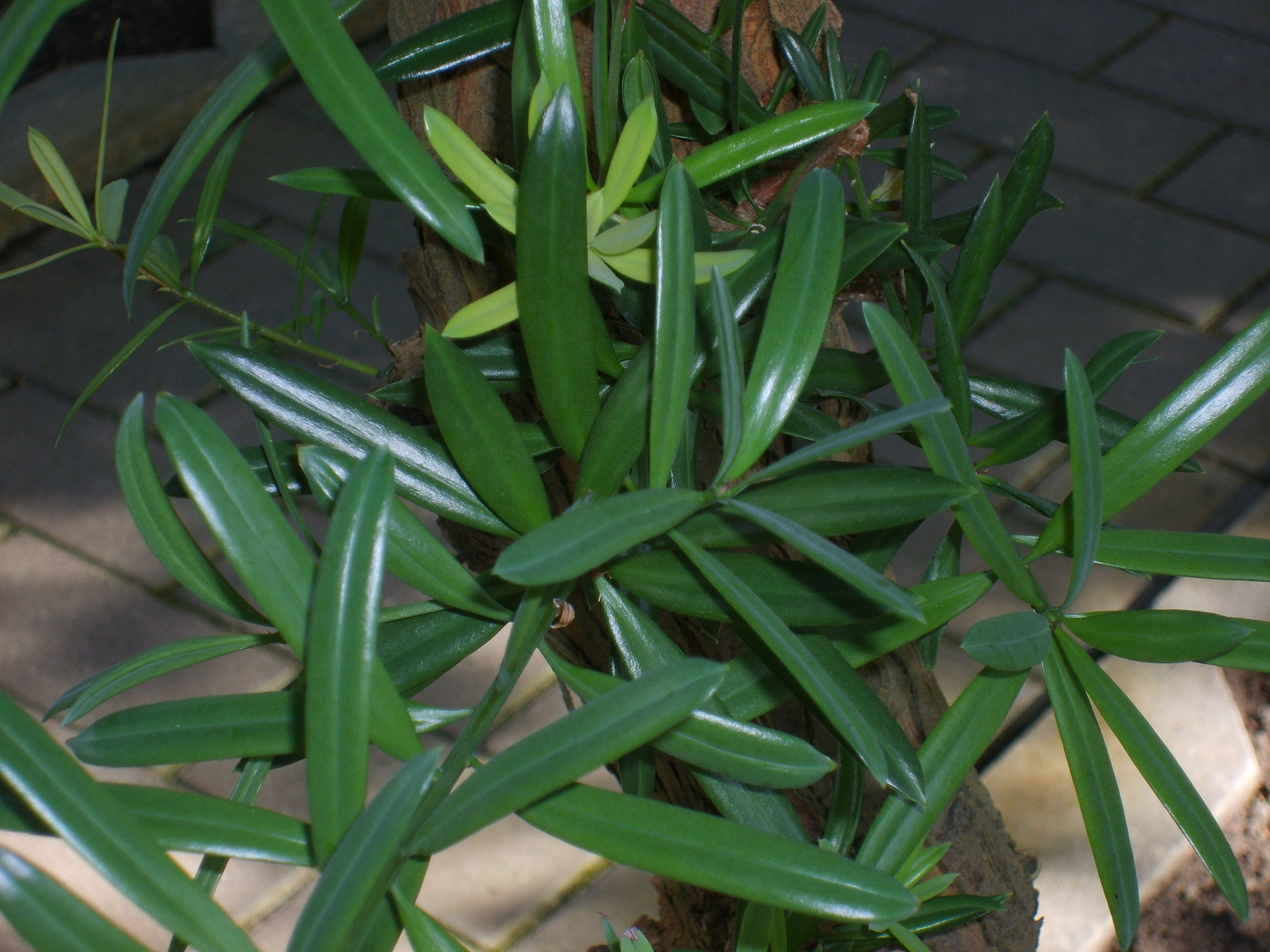
Podocarpus latifolius

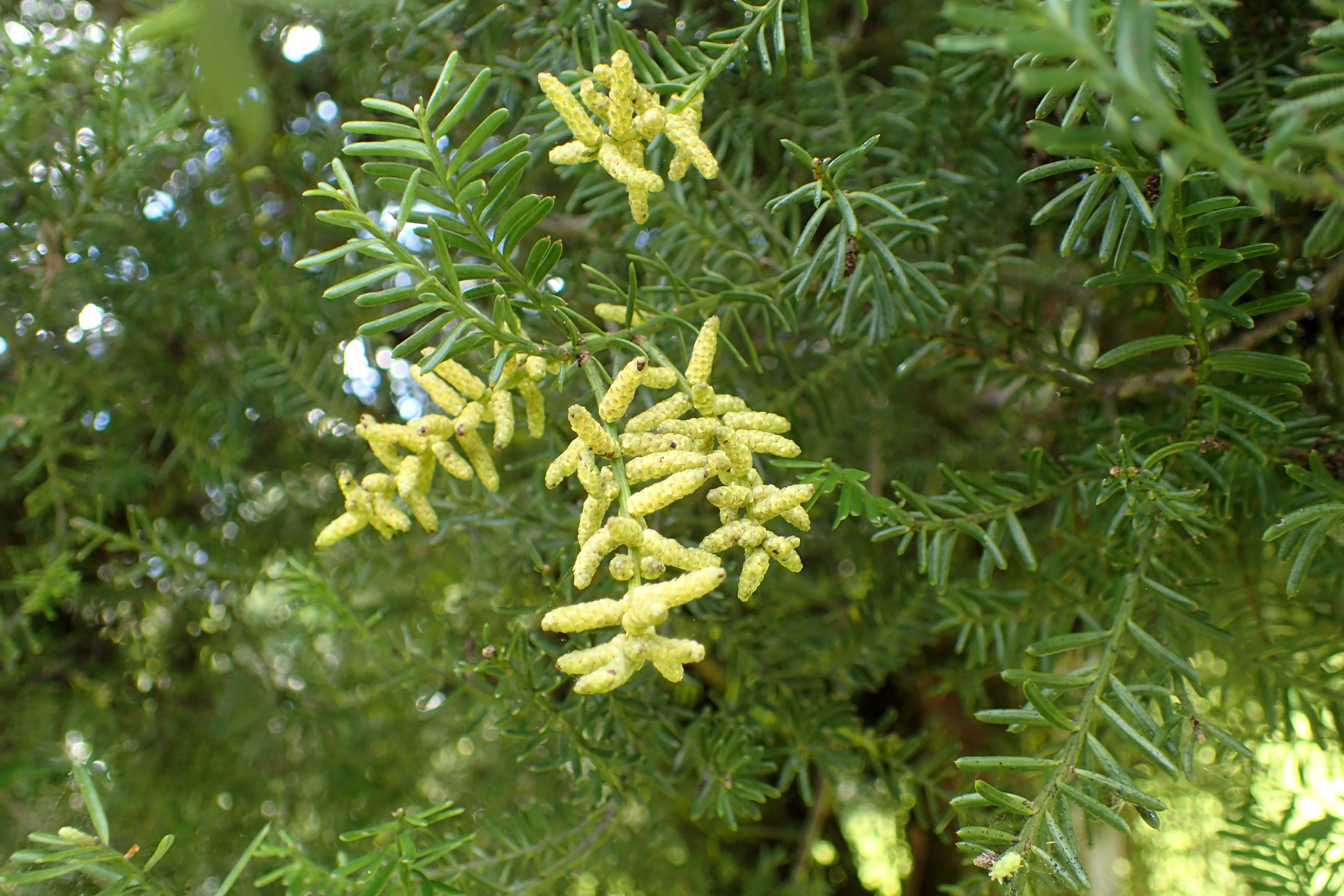
Männliche Blütenstände von Prumnopitys taxifolia

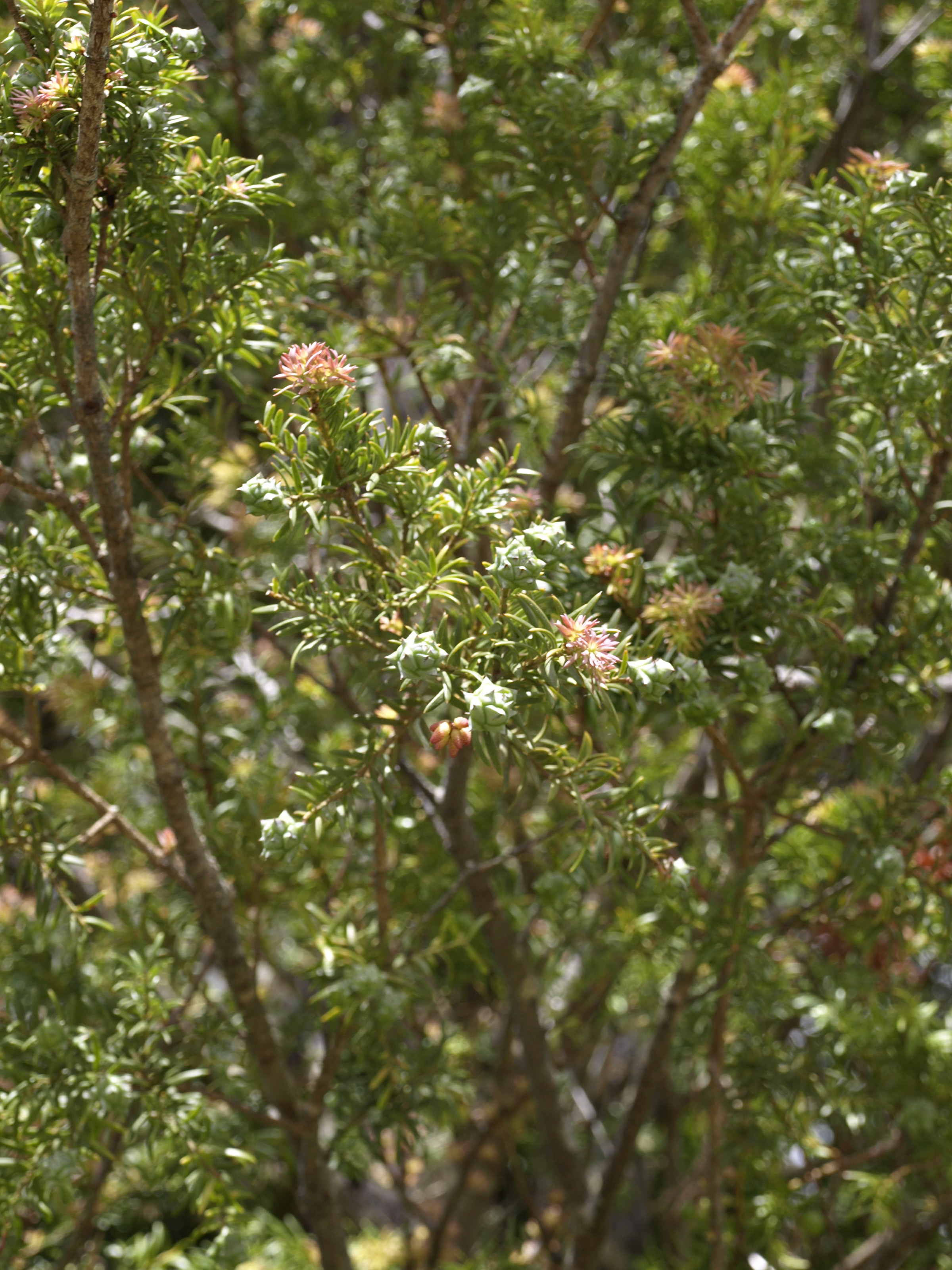
Saxegothaea conspicua

Zur Familie der Steineibengewächse (Podocarpaceae) gehören 18 bis 19 Gattungen mit 170 bis 200 Arten:
- Acmopyle Pilg.: Es gibt nur zwei endemische Arten: eine auf Fidschi, die andere in Neukaledonien.[5]
- Afrogelbhölzer (Afrocarpus (J.Buchholz & N.E.Gray) C.N.Page): Die fünf[5] oder sechs Arten sind in Afrika[5] und Madagaskar verbreitet.
- Dacrycarpus (Endl.) de Laub.: Die etwa neun Arten sind vom nördlichen Myanmar über das südliche China bis Neuguinea (fünf Arten), Neuseeland und Fidschi verbreitet.[5]
- Dacrydium Sol. ex Lamb.: Die 21[5] bis 29 Arten sind von Südostasien bis Neuseeland verbreitet.
- Falcatifolium de Laub.: Die vier oder fünf Arten sind von Malaysia bis Neukaledonien verbreitet.[5]
- Halocarpus Quinn: Die nur drei Arten kommen nur in Neuseeland vor.[5]
- Lagarostrobos Quinn: Es ist eine monotypische Gattung mit der einzigen Art:
  - Lagarostrobos franklinii (Hook f.) Quinn: Dieser Endemit kommt nur auf Tasmanien vor.[5]
- Lepidothamnus Phil.: Von den drei Arten kommen zwei in Neuseeland und eine in Chile sowie angrenzenden Gebieten in Argentinien vor.[5]
- Manoao Molloy: Sie ist eine monotypische Gattung mit der einzigen Art:[5]
  - Manoao colensoi (Hook.) Molloy (Syn.: Lagarostrobos colensoi (Hook.) Quinn): Sie kommt in Neuseeland vor.[5]
- Microcachrys Hook. f.: Sie ist eine monotypische Gattung mit einer einzigen Art:
  - Microcachrys tetragona Hook. f.: Dieser Endemit kommt nur im westlichen Tasmanien in Höhenlagen oberhalb von 1000 Metern vor.[5]
- Nageia Gaertn.: Die etwa fünf Arten sind vom südlichen Indien sowie Bangladesch über Indochina sowie Malesien bis Neubritannien und vom südlichen China bis südlichen Japan verbreitet.[5]
- Parasitaxus de Laub.: Sie ist eine monotypische Gattung mit einer einzigen Art:
  - Parasitaxus usta (Viell.) de Laub.: Es ist eine parasitische Art, die in Neukaledonien vorkommt.[5]
- Pectinopitys C.N.Page (Syn.: Stachypitys A.V.Bobrov & Melikyan non Schenk): Sie wurde 2019 aufgestellt. Die etwa sechs Arten wurden aus der Gattung Prumnopitys ausgegliedert und kommen im nordöstlichen Australien, in Neukaledonien sowie Neuseeland und von Costa Rica bis ins nordwestliche Venezuela sowie Bolivien vor.[7]
- Pherosphaera W.Archer (Syn.: Microstrobos J.Garden & L.A.S.Johnson): Von den nur zwei Arten kommt eine nur auf Tasmanien und die andere nur in den Blue Mountains im australischen Bundesstaat New South Wales vor.[5]
- Phyllocladus Rich. & Mirbel: Die etwa fünf Arten kommen im östlichen Indien, auf Sulawesi, den Molukken, auf Borneo, Neuguinea, Tasmanien und in Neuseeland vor.[5]
- Steineiben (Podocarpus L'Hér. ex Pers. nom. cons., Syn.: Margbensonia A.V.Bobrov & Melikyan): Die seit 2015 etwa 109 Arten sind in Indochina, China, Japan, Malesien, auf Pazifischen Inseln, Neuseeland, Australien, Neukaledonien, Afrika, Madagaskar und in der Neuen Welt weitverbreitet.[5]
- Prumnopitys Phil. (Syn.: Botryopitys Doweld, Stachycarpus Tiegh., Van-tieghemia A.V.Bobrov & Melikyan nom. illeg.):[5] Die seit 2019 nur noch drei Arten kommen in Neuseeland, von Kolumbien bis ins nordwestliche Venezuela sowie Peru und im südlichen Südamerika vor.[7]
- Retrophyllum C.N.Page: Sie wurde 1989 aufgestellt. Von den 2016 sechs Arten kommen zwei in Neukaledonien, zwei im tropischen Südamerika (von den östlichen Hängen der Anden bis zum brasilianischen Amazonasbecken) und seit 2016 zwei vom östlichen Malesien über die Salomonen bis zu den Fidschi-Inseln und der zu den Molukken gehörenden Insel Morotai verbreitet.[5][8]
- Saxegothaea Lindl.: Sie ist eine monotypische Gattung mit der einzigen Art:
  - Patagonische Eibe (Saxegothaea conspicua Lindl.): Sie gedeiht in Höhenlagen von 0 bis 1000 Metern im südlichen Chile und angrenzenden Gebieten im südlichen Argentinien.[5]
- Sundacarpus (J.Buchholz & N.E.Gray) C.N.Page: Ist eine monotypische Gattung mit nur einer Art; sie gehört vielleicht zur Gattung Prumnopitys (dies wird kontrovers diskutiert):[5]
  - Sundacarpus amarus (Blume) C.N.Page (Syn.: Prumnopitys amara (Blume) de Laub.): Sie ist von Indonesien und Malaysia bis nach Neuguinea, auf den Philippinen und in Queensland verbreitet.

Hier ist auch die Gattung Phyllocladus bei den Podocarpaceae enthalten, nach molekularbiologischen Untersuchungen gehört sie hier hin, manche Botaniker sahen sie als eigene Familie Phyllocladaceae an. Die Abweichung zu anderen Gattungen sind hauptsächlich die Photosyntheseorgane: die eigentlichen Blätter sind zu Schuppen reduziert, stattdessen haben sie Phyllokladien.

## Nutzung
Wenige Arten werden als Zierpflanzen verwendet; in tropischen und subtropischen Gebieten in Parks und Gärten, wenige Arten weltweit als Zimmerpflanzen.
Einige Arten wurden zur Holzgewinnung genutzt, besser gesagt übernutzt, so dass ihre Bestände gefährdet sind. Viele Arten sind bedroht. Das Hartholz von Dacrydium cupressinum ist besonders schön und es werden daraus beispielsweise Furniere hergestellt. Lepidothamnus intermedius liefert Holz für den Bootsbau. Das Holz von Nageia nagi wird vielseitig verwendet. Von Phyllocladus-Arten, Prumnopitys-Arten und vielen Podocarpus-Arten wird das Holz genutzt.
Das „Rezeptakulum“ und/oder „Epimatium“ von einigen Dacrydium-Arten, Podocarpus-Arten, Prumnopitys-Arten und Microcachrys tetragona wird roh oder gegart gegessen. Das Harz einiger Dacrydium-Arten wird zu Kaugummi oder bierartigen Getränken verarbeitet. Von Prumnopitys taxifolia wird aus dem Milchsaft ein bierartiges Getränk hergestellt. Von Nageia nagi werden die Blätter gegart gegessen und aus den Samen ein Öl sowohl als Nahrung als auch für die Industrie gewonnen. Die Borke von Dacrydium cupressinum enthält Tannin. Aus Phyllocladus-Arten werden Farbstoffe hergestellt.